# Have a Party
"Have a Party" foi o primeiro single do grupo de rap Mobb Deep para o álbum Blood Money, de 2006. Também fez parte da trilha sonora do filme Get Rich or Die Tryin (Fique Rico ou Morra Tentando). É também a canção de estreia na parceria com a G-Unit Records.
A canção contém a participação especial de 50 Cent no primeiro verso, Nate Dogg no refrão, Havoc no segundo verso e Prodigy no terceiro. Contém samples do single "I Love Rock 'n' Roll" de Joan Jett & The Blackhearts. O videoclipe contém três meninas indo em direção aos integrantes do G-Unit.

## Desempenho nas paradas
| Pardas (2006)                                   | Melhor posição |
| ----------------------------------------------- | -------------- |
| Estados Unidos (Bubbling Under Hot 100 Singles) | 5              |
| Estados Unidos (Billboard R&B/Hip-Hop Songs)    | 49             |
| Estados Unidos (Billboard Hot Rap Songs)        | 23             |